# Кашниково (Нижегородская область)
Кашниково — деревня в составе Дмитриевского сельсовета Краснобаковского района Нижегородской области.
Располагается на правом берегу реки Ветлуги.

## Население
По данным на 1999 год, численность населения составляла 22 чел.
| 2002 | 2010 |
| ---- | ---- |
| 24   | ↘3   |